# 聆讯
聆訊是指案件在公开审讯前，法庭进行的各项中途聆听与讼各方的陈述，聆讯一般都以内庭形式进行，与案无关人士不得列席。香港、新加坡、馬來西亞亦稱提堂，俗稱過堂。